# Isola Umbù
Isola Umbù (in spagnolo Isla Umbú) è un centro abitato del Paraguay; è situato nel dipartimento di Ñeembucú, di cui forma uno dei 16 distretti. 

## Popolazione
Al censimento del 2002 la località contava una popolazione urbana di 319 abitanti (2.784 nel distretto).

## Storia
Isla Umbú fu fondata nel 1860 sotto la presidenza di Carlos Antonio López; deve probabilmente il suo nome alla diffusa presenza nel luogo di alberi di ombú (Phytolacca dioica). Si trova 12 km dal capoluogo dipartimentale Pilar e conserva al suo interno una chiesa in stile coloniale risalente alla metà del XIX secolo. Nel paese è presente anche un piccolo museo storico che espone cimeli della Guerra della triplice alleanza, le cui battaglie principali sono state combattute nella zona.

## Economia
Le attività economiche principali sono l'allevamento e l'agricoltura; ricoprono una certa importanza le produzioni di miele e, soprattutto, di latte: Isla Umbú è considerata la “conca lattiera” del dipartimento di Ñeembucú.